# Чудовище (фильм, 1977, Франция)
«Чудо́вище» — французская кинокомедия с Жан-Полем Бельмондо в двойной роли.
В СССР фильм шёл в кинотеатрах с советским дубляжем киностудии имени М. Горького в 1979 году.

## Сюжет
Каскадёр Мишель Гоше (Жан-Поль Бельмондо) не очень-то преуспел на профессиональном поприще, поэтому хватается за любую работу и получает социальную помощь через обследование нуждаемости, чтобы свести концы с концами. Даже собственная свадьба с каскадёршей Джейн Гарднер (Ракель Уэлч), которая уже давно ждала этого дня, не является для него уважительной причиной для отказа от внезапно подвернувшейся работы, и по пути в мэрию они заезжают на съёмочную площадку, где должны исполнить каскадёрский трюк. Джейн, не ожидавшая, что ей придётся работать в такой торжественный день, устраивает Мишелю скандал, в результате чего он теряет управление автомобилем, и оба оказываются на больничной койке со множественными травмами. Это становится для Джейн последней каплей, и она после выздоровления оставляет и свою опасную работу, и своего жениха. Но, потерпев неудачу с нею, Мишель получает очень выгодное предложение от итальянского режиссёра, приехавшего во Францию для съёмок своего нового боевика. Главную роль в фильме исполняет всемирно известный актёр, любимец миллионов женщин Бруно Феррари (Жан-Поль Бельмондо), как две капли воды похожий на Мишеля, которому предлагают дублировать его в опасных сценах. Мишель тут же отправляется на поиски Джейн, чтобы предложить ей работу в фильме, и находит её в замке графа де Сен-При, очарованного её красотой и мечтающего жениться на ней. Тем не менее Джейн соглашается ещё раз сняться с Мишелем по старой дружбе. Во время съёмок она начинает принимать ухаживания режиссёра, чтобы позлить своего бывшего жениха, а Мишель выдаёт себя за Бруно, пользуясь своим сходством со звездой, чтобы выведать намерения Джейн.

## В ролях
- Жан-Поль Бельмондо — Мишель Гоше и Бруно Феррари
- Ракель Уэлч — Джейн Гарднер
- Шарль Жерар — Ясент
- Марио Давид
- Жюльен Гийомар — продюсер фильма Отто Фешнер
- Альдо Мачоне — Серджио Кампанезе
- Дани Саваль — Дорис
- Раймон Жером — граф Сен-При
- Джейн Биркин — кинозвезда
- Джонни Холлидей — кинозвезда
- Клод Шаброль — режиссёр
- Анри Атталь — ассистент
- Жозиан Баласко — девушка в супермаркете
- Ришар Боренже — ассистент режиссёра

### Закадровый перевод
Закадровый перевод канала НТВ озвучивали Ольга Кузнецова, Владимир Вихров и Александр Рахленко.

## Особенности
Большинство каскадёрских трюков в фильме Бельмондо исполнял сам. Это стоило ему многочисленных травм: вывих лодыжки после сцены на ступенях Сакр-Кёр, вывих и проникающая рана после сцены скатывания на лестнице, пожёванное ухо после сцены схватки с тигром. Поскольку страховые компании отказывались страховать авиатрюки — их пришлось снимать последними. Всё прошло без инцидентов, а актёр смог реализовать свою детскую мечту — постоять на крыле летящего самолёта.

## Награды
- 1978: Премия «Золотой экран», Германия

## Выпуск на видео
В конце 1990-х и начале 2000-х годов фильм выпущен на видеокассетах фирмой «ОРТ-Видео».